# Кларк (Міссурі)
Кларк (англ. Clark) — місто (англ. city) в США, в окрузі Рендолф штату Міссурі. Населення — 254 особи (2020).

## Географія
Кларк розташований за координатами 39°16′47″ пн. ш. 92°21′35″ зх. д. / 39.27972° пн. ш. 92.35972° зх. д. (39.279721, -92.359593). За даними Бюро перепису населення США в 2010 році місто мало площу 1,51 км², уся площа — суходіл.

## Демографія
Згідно з переписом 2010 року, у місті мешкало 298 осіб у 105 домогосподарствах у складі 71 родини. Густота населення становила 197 осіб/км². Було 120 помешкань (79/км²).
Расовий склад населення:
| - 97,7 % — білих - 0,3 % — корінних американців - 0,3 % — чорних або афроамериканців - 0,3 % — азіатів |

До двох чи більше рас належало 1,3 %. Частка іспаномовних становила 1,3 % від усіх жителів.
За віковим діапазоном населення розподілялося таким чином: 32,6 % — особи молодші 18 років, 58,3 % — особи у віці 18—64 років, 9,1 % — особи у віці 65 років та старші. Медіана віку мешканця становила 30,0 року. На 100 осіб жіночої статі у місті припадало 98,7 чоловіків; на 100 жінок у віці від 18 років та старших — 97,1 чоловіків також старших 18 років.
Середній дохід на одне домашнє господарство становив 42 340 доларів США (медіана — 39 167), а середній дохід на одну сім'ю — 44 607 доларів (медіана — 45 481). За межею бідності перебувало 14,6 % осіб, у тому числі 27,3 % дітей у віці до 18 років та 8,1 % осіб у віці 65 років та старших.
Цивільне працевлаштоване населення становило 128 осіб. Основні галузі зайнятості: освіта, охорона здоров'я та соціальна допомога — 22,7 %, мистецтво, розваги та відпочинок — 20,3 %, роздрібна торгівля — 19,5 %.

## Персоналії
- Омар Бредлі (1893—1981) — американський воєначальник, генерал армії США.